# Vince Papale
Vincent Francis Papale, mais conhecido como Vince Papale (Glenolden, Pensilvânia, 9 de fevereiro de 1946), é um ex-jogador profissional de futebol americano.
Ele disputou três temporadas com o Philadelphia Eagles pela NFL e a seguir duas temporadas com o Philadelphia Bell na World Football League. A história da vida de Papale no futebol americano serviu como base para o filme Invencível de 2006, onde foi interpretado pelo ator Mark Wahlberg.